# Přívoz (Ostrava)
Přívoz je dřívější město ležící dnes na území Ostravy. V současné době je součástí městského obvodu Moravská Ostrava a Přívoz. Od roku 1992 je jeho historické jádro prohlášeno za městskou památkovou zónu.

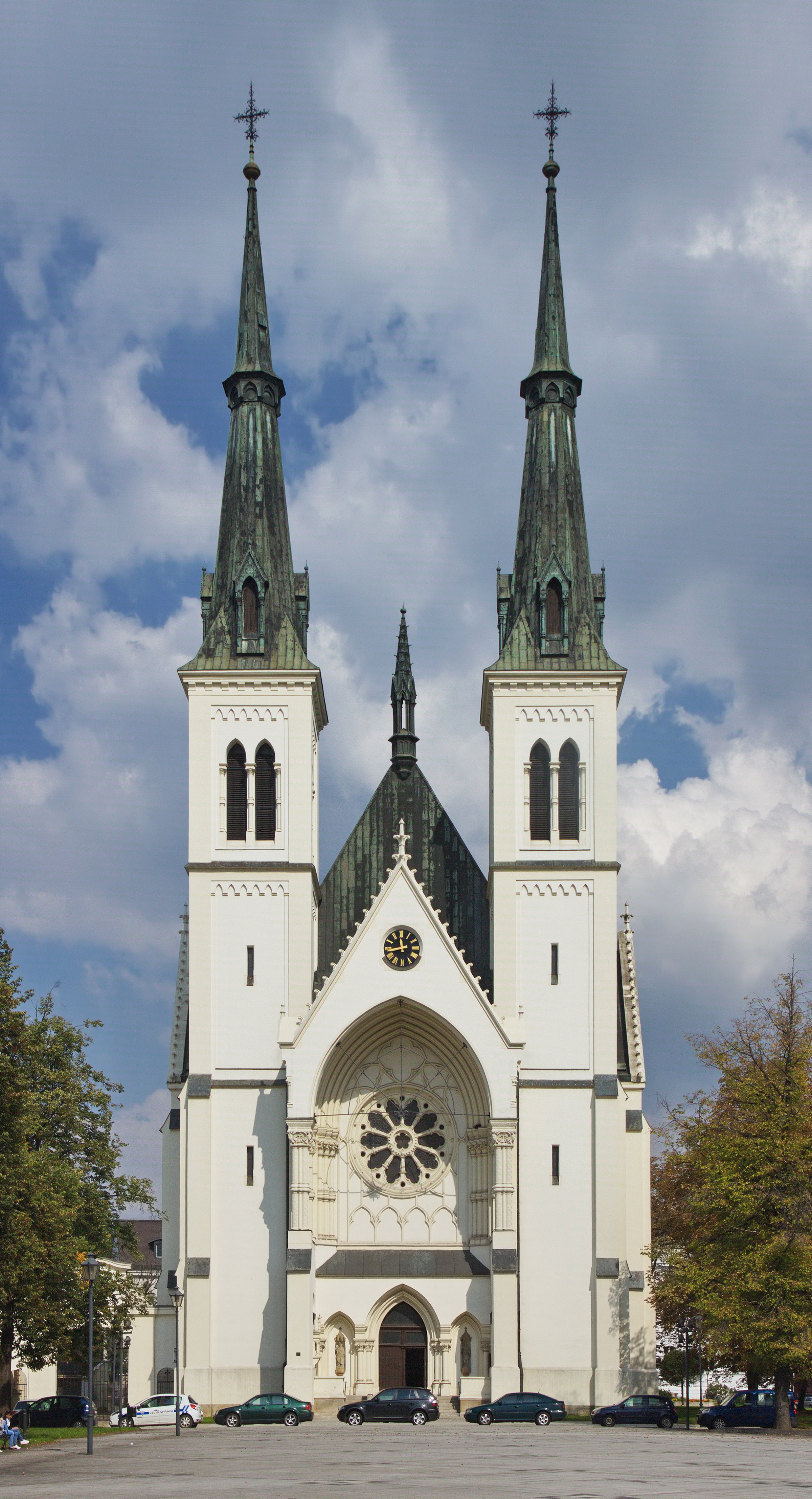
Kostel Neposkvrněného početí Panny Marie

## Historie
Přívoz leží na bývalé obchodní stezce z Opavy do Těšína. Jeho název je odvozen od slova „převoz“ (přívoz) – v těchto místech převážel převozník povozy a pěší. Počátky osady spadají do začátku 14. století, první písemná zmínka pochází z roku 1377 (Prsiewoz). Kuriózní je, že se jednalo o zápis biskupského manského soudu v Olomouci s biskupským manem Bedřichem z Kotojed, který se zodpovídal z krádeže. V roce 1389 došlo k rozdělení vsi na dva díly. K opětovnému sloučení došlo až v roce 1524 Matyášem Felkelem z Čechendorfu. Dne 1. dubna 1555 koupilo město Moravská Ostrava za 3700 zlatých Přívoz a 6. srpna 1555 propustil olomoucký biskup Přívoz z lenní závislosti. Moravská Ostrava tak až do roku 1848 byla vrchností nad přívozskými poddanými.
Významnou událostí obce byl příjezd prvního vlaku Severní dráhy císaře Ferdinanda na nově vybudované nádraží dne 1. května 1847. Přívoz ležel na trati Lipník–Bohumín, která tvořila úsek mezinárodní trati Vídeň–Krakov. Bylo proto logické, že v roce 1855 napojil majitel Vítkovických železáren Salomon Mayer Rothschild dráhu ze svého závodu a jámy Karolina. Tuto dráhu Severní dráha císaře Ferdinanda odkoupila, v roce 1862 vybudovala Báňskou dráhu z Přívozu do Michálkovic a roku 1870 dále do Doubravy a Orlové. Touto drahou tak byly postupně spojeny všechny jámy ostravského revíru, které přes přívozské nádraží dopravovaly uhlí svým zákazníkům. V roce 1869 byla na nádraží připojena nová železniční trať z Ostravy do Frýdlantu nad Ostravicí. Tím vzrostl význam nádraží a Přívoz byl právě považován za největší nádraží Severní dráhy císaře Ferdinanda. Součástí železniční stanice byla i opravna lokomotiv a vagónů. Od 18. srpna 1894 byla k nádraží přivedena tramvajová trať.
Neméně důležitá byla také těžba uhlí v katastru obce. Již v roce 1849 začali bratři Kleinové hloubit jámu František, ze které od roku 1851 těžili uhlí.
V roce 1909 byla poblíž jámy vybudována moderní koksovna, která v roce 1917 vyráběla 20 % veškeré produkce koksu v ostravsko-karvinském revíru (OKR). Spolu s ní zde byla postavena elektrárna, rovněž s nejvyšším výkonem v rámci OKR.
Průmyslový rozvoj Ostravy se projevil na původně zemědělském charakteru obce. Zatímco v roce 1843 zde žilo 424 obyvatel, v roce 1921 to bylo již 17 351 lidí. Nově příchozí byli především pracovníci v ostravských dolech. Ačkoliv jen menšina z nich byli Němci, byla za podpory německého vedení dolů prováděna rozsáhlá germanizace českého obyvatelstva.
Pro dělníky byly postaveny kolonie U jámy František (1870–1926), U koksovny František (1906–1926), U Odry (1910–1912) atd. Pro železniční a jiné zaměstnance byly vybudovány činžovní domy. Rozsáhlá bytová výstavba neprobíhala živelně, ale podle územního plánu obce, který vypracoval přední vídeňský architekt Camillo Sitte. Ten se podílel také na projektu novobarokní radnice postavené v letech 1896–1897 (dnešní sídlo Archivu města Ostravy) a novogotického farního kostela Neposkvrněného početí Panny Marie.
2. srpna 1900 byl Přívoz povýšen na město. Němci ovládaná městská správa si u vídeňského ministerstva vnitra prosadila přejmenování na Oderfurt, který byl v roce 1920 zrušen. V roce 1924 byl Přívoz připojen k Moravské Ostravě.

### Externí odkazy

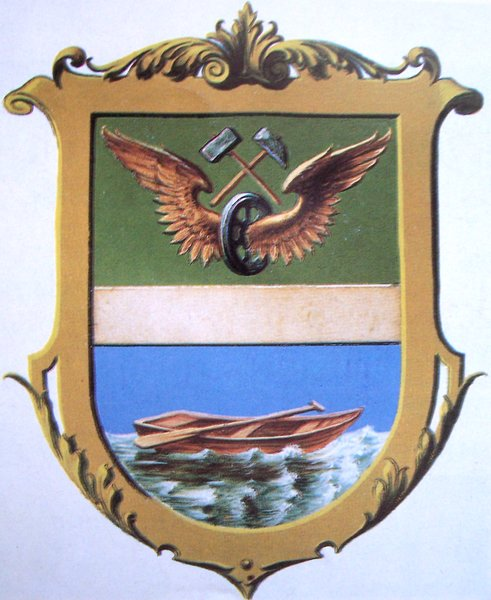
Historický znak ostravské městské části Přívoz